# Wälderhaus (Hamburg)

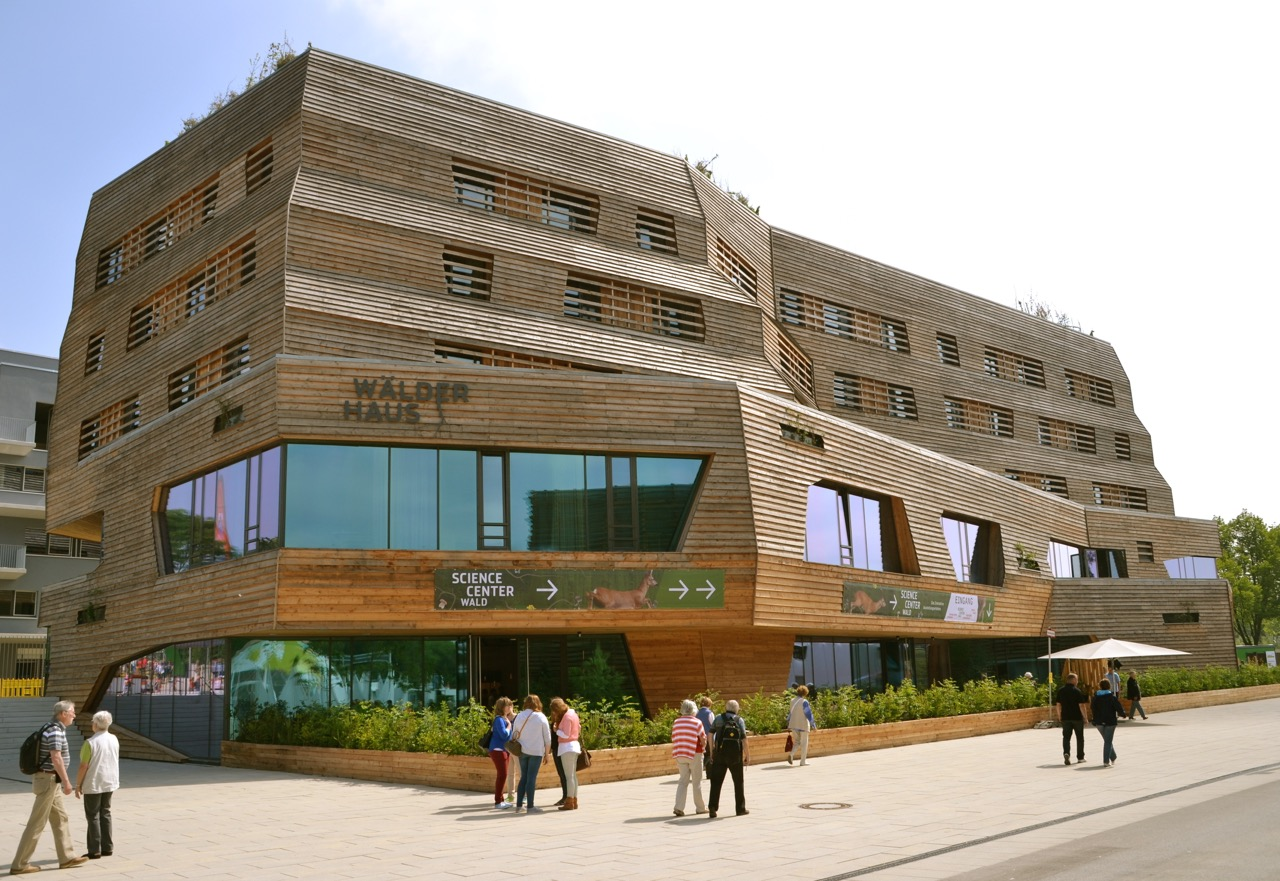
Das Wälderhaus in Hamburg-Wilhelmsburg

Das Wälderhaus der Schutzgemeinschaft Deutscher Wald Landesverband Hamburg in Hamburg-Wilhelmsburg beherbergt das „Science Center Wald“, eine 650 m² große interaktive Ausstellung zum Thema „Ökosystem Wald“ und zur Stadtnatur, sowie in den oberen drei Stockwerken des Gebäudes ein Hotel, ein Restaurant und Veranstaltungsräume.

## Science Center Wald

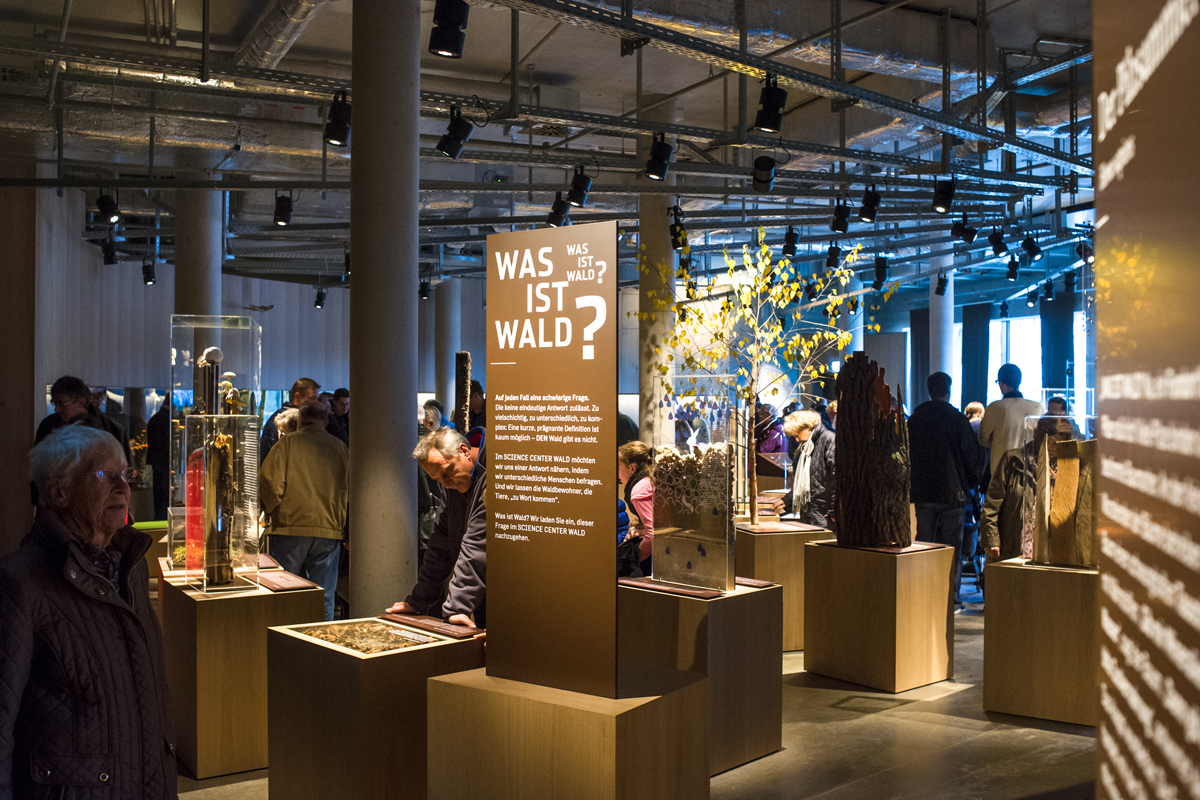
Ausstellung „Science Center Wald“

Das Science Center Wald ist eine Ausstellung mit 80 Stationen, 32 Baumstämmen und 40 präparierten Tieren. Zielsetzung ist die Veranschaulichung der Zusammenhänge zwischen Wald, Umwelt und Nachhaltigkeit und die Darstellung des Themas „Stadtnatur“.

## Entstehung
In den 1990er Jahren entstand im Hamburger Landesverband der Schutzgemeinschaft Deutscher Wald erstmals der Gedanke, ein Gebäude zu errichten, das sich mit den Themen Wald und Nachhaltigkeit befasst. Ursprünglich im Niendorfer Gehege geplant, wurde es infolge eines Bürgerbegehrens dort verhindert.
Das heutige Gebäude entstand im Rahmen der Internationalen Bauausstellung Hamburg 2013 und der Internationalen Gartenschau 2013 auf der Hamburger Elbinsel Wilhelmsburg. Es wurde von Andreas Heller  entworfen und auf einem 2.130 m² großen Grundstück (bei ca. 6.000 m² Gesamtfläche) für 17 Millionen Euro errichtet. Die Eröffnung fand im November 2012 statt.

## Bauweise
Das Erdgeschoss und das 1. Stockwerk sind infolge der Einstufung als Versammlungsstätte und der damit einhergehend Brandschutzauflagen in Betonbauweise errichtet worden, die drei Stockwerke für das Hotel in tragender Massivholzbauweise aus Fichtenholz. Das Wälderhaus ist das erste Gebäude der bauordnungsrechtlichen Gebäudeklasse 5, das in tragender Massivholzbauweise errichtet wurde.